# Павлівська сільська рада (Крижопільський район)
| Павлівська сільська рада — орган місцевого самоврядування у Крижопільському районі Вінницької області з адміністративним центром у с. Павлівка. 05.02.1965 Указом Президії Верховної Ради Української РСР передано Павлівську сільраду Тростянецького району — до складу Крижопільського району. Сільській раді підпорядковані населені пункти: - с. Павлівка |

## Склад ради
Рада складається з 12 депутатів та голови.

## Керівний склад сільської ради
| ПІБ                             | Основні відомості                                                 | Дата обрання | Дата звільнення |
| ------------------------------- | ----------------------------------------------------------------- | ------------ | --------------- |
| Сопільняк Лідія Пантелеймонівна | Сільський голова, 1953 року народження, освіта                    | 26.03.2006   | 26.01.2007      |
| Дон Дмитро Іванович             | Сільський голова, 1961 року народження, освіта, безпартійний      | 03.06.2007   | 31.10.2010      |
| Дон Дмитро Іванович             | Сільський голова, 1961 року народження, освіта вища, безпартійний | 31.10.2010   |                 |

Примітка: таблиця складена за даними джерела